# Gudmund Gustaf-Janson
Gudmund Gustaf-Janson, född 23 januari 1904, död 22 februari 2004 i Engelbrekts församling i Stockholm, var en svensk ingenjör, uppfinnare och författare. Gudmund Gustaf-Janson var mest verksam som ingenjör och uppfinnare men gav även ut tre romaner. Han var son till Gustaf Janson, bror till Gösta Gustaf-Janson och gift med Margit Söderholm. Gudmund Gustaf-Jansons efternamn var ursprungligen endast Janson men 1910 ändrade modern både Gudmunds och hans bror Göstas efternamn till Gustaf-Janson. Efter faderns död 1913 antog även modern efternamnet Gustaf-Janson. Han är begravd på Djursholms begravningsplats.